# 星火日夜商店

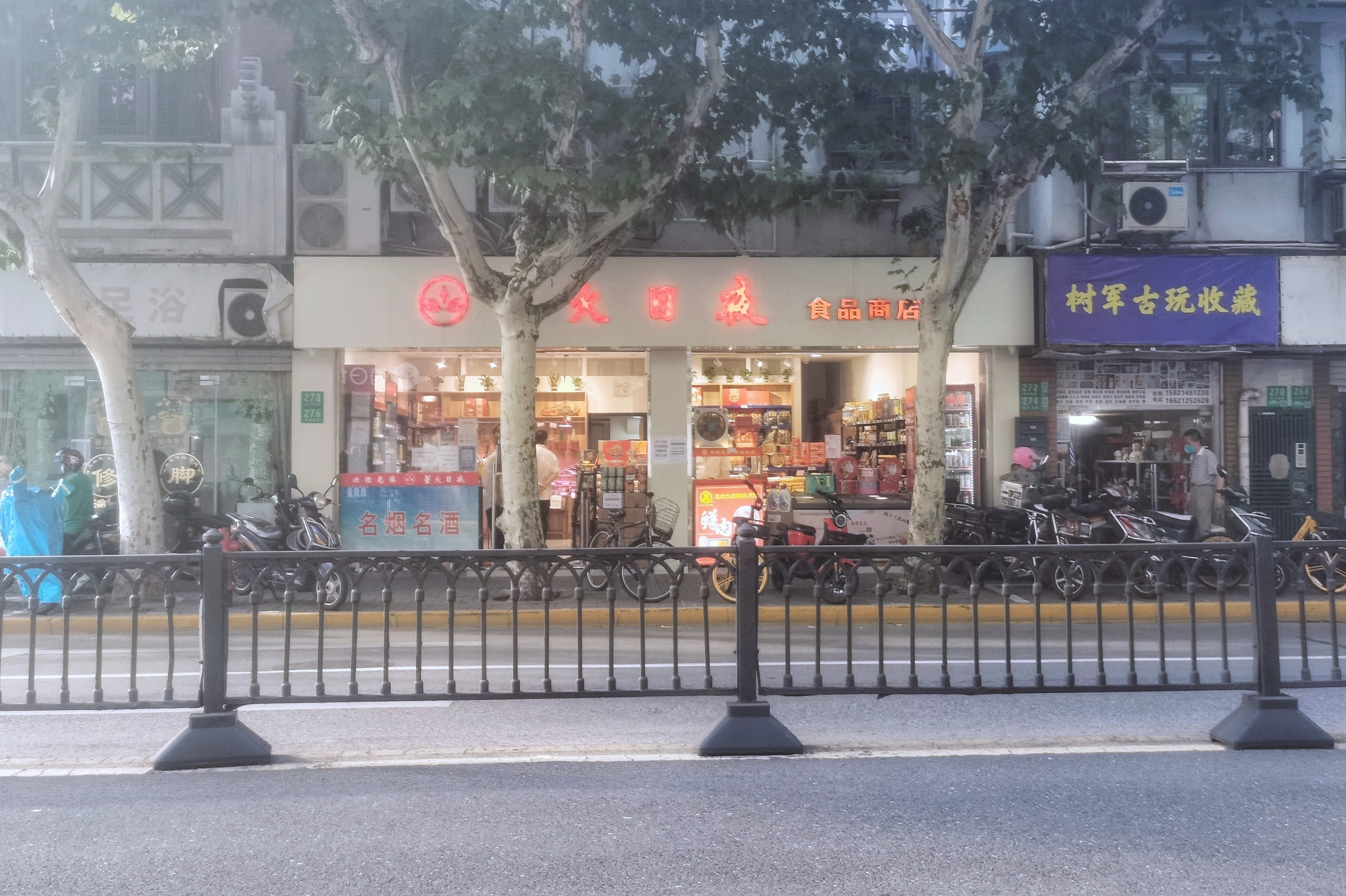
位于北京西路276号的星火日夜食品商店

上海市星火日夜商店，简称星火日夜或星火，开办于1968年9月26日，是全中国第一家24小时运营的商店。亦提供问路、借针送线、微波加热等服务项目。

## 历史
1968年9月26日开办。1980年代中后期开始建立分店，1992年组建星火日夜实业公司，鼎盛时期在上海有八家分店，现有四家分店。2002年6月，因西藏路桥拓宽工程，星火日夜总店搬迁至原址对面的西藏中路630号。2022年为配合旧城改造，总店再次搬迁至北京西路276号。

## 影响
1960年代，星火日夜就已扬名中国。1969年2月16日，《解放日报》发布报道《日夜商店的日日夜夜》，掀起了上海市商业部门学习星火日夜的活动。1970年，《解放日报》发布报道《全心全意为人民服务的好商店》，《人民日报》发布报道《全心全意为人民服务的好商店——记上海星火日夜商店提高服务质量的先进事迹》。1972年，周恩来在全国计划会议上特意介绍星火日夜的先进事迹。1972年，《人民日报》发布报道《在为人民服务的大道上阔步前进——上海商业职工学习星火日夜商店不断提高服务质量的事迹》、《上海市星火日夜商店党支部结合商业工作实际 教育青年职工全心全意为工农兵服务》。上海人民出版社专门出版了一本名为《星火日夜食品商店》的连环画。
中国保护消费者网介绍称：1972年，“星火”被商业部命名为“全国最佳商店”。周恩来得悉星火的事迹后曾说：“‘星火’好，‘星火’要燎原；大城市能办的小城市也要办。”
沪剧表演艺术家陈瑜曾在星火日夜体验生活，1970年代其出演的沪剧《雪夜春风》以星火日夜为原型。

## 相关书籍
- 上海市星火日夜食品商店，《柜台上有哲学》，人民出版社，1973
- 上海星火日夜商店职工集体写作，《为人民服务的自觉性是从那里来的？——星火日夜商店运用对立统一规律二十例》，1973
- 《星火日夜食品商店》连环画创作组编绘，《星火日夜食品商店》，上海人民美术出版社，1974